# آنا و گرگ‌ها
آنا و گرگ‌ها (اسپانیایی: Ana y los lobos‎) فیلمی اسپانیایی‌زبان به کارگردانی کارلوس سائورا محصول سال ۱۹۷۳ است.
این فیلم در جشنواره فیلم کن ۱۹۷۳ حضور داشته‌است.